# Teatro Novedades (Madrid)
El teatro Novedades fue un teatro de la ciudad española de Madrid, que es conocido a causa de su incendio, en el que fallecieron 80 personas y más de 200 personas resultaron heridas. Tenía un aforo de alrededor de 1500 espectadores.
El solar, tras haber sido empleado para distintos fines, fue ocupado por un circo hacia 1856, que sería derribado al año siguiente para construir el teatro. Este fue inaugurado el 13 de septiembre o el 14 de diciembre de 1857 en la madrileña calle de Toledo, número 83, y estaba construido en buena parte de madera. En la época existieron críticas contra la configuración de los pasillos y el decorado. El arquitecto Teodoro de Anasagasti intervino en alguna de las reformas que sufrió el teatro. A finales del siglo XX, en 1899, se introdujo un cinematógrafo. En 1917 el arquitecto José Espelius colaboró en la reforma de la planta baja del teatro. El edificio fue pasto de las llamas y destruido el 23 de septiembre de 1928.

## Historia entre 1860 y 1868
Este coliseo adquirió desde los primeros momentos un carácter esencialmente popular, poniendo en escena espectáculos adecuados al público que habitaba en aquellos contornos. Así entró en el año 1860 con un drama emocionante, titulado Candelas donde figuraba como protagonista aquel famoso bandido, acompañado de Balseiro, el Cuco y Paco el sastre. Aunque la obra tenía su moraleja final, resultaba que los espectadores se habían encariñado durante tres actos con una serie de hechos poco edificantes, y por lo tanto, la autoridad mandó suspender el drama a la cuarta representación, sin dar oídos a las quejas de la empresa, que hizo presente los perjuicios que la suspensión le irrogaba. El autor de la obra había ocultado su nombre. Para compensar el contratiempo hicieron el sainete titulado El alcalde toreador en que salía a escena un novillo sujeto por una cuerda, que se rompió cierta noche, saltando el animal a la orquesta, donde fue detenido por los músicos, no sin producir entre los espectadores de las butacas el susto consiguiente. Estrenaron luego El padre de los pobres de Luis Eguílaz, en que aparecía San Juan de Dios, de argumento inverosímil, o Madrid en 1818, de Ortiz de Pinedo, que logró un éxito regular. En octubre de 1860 se representó Los perros del monte de San Bernardo (antigua), en cuyo desempeño, según un revistero, los que mejor estuvieron fueron los perros.
En 1861 apareció una nueva compañía, dirigida por Pizarroso, teniendo de primera actriz a Elisa Andrés. Hicieron Pruebas humanas; un drama bíblico titulado Corbonan o el tesoro del templo y Luz divina, en las que la Andrés pudo lucirse. También se representaron El canapé, un pasillo cómico-lírico de Roque Barcia con música de Rafael Tabeada, Una hija de Despeñaperros, escena escrita para la Zamacois, que dio en este teatro algunas representaciones, y cantó La naranjera, de Stoockdopole. En octubre hubo otra compañía en que figuraban María Rodríguez, Juan Alba, Antonio Bermonet, Eduardo Iroba y José Mesejo. Hicieron Cervantes, drama en tres actos, de Joaquín Tomeo y Benedicto; y La batalla de Lepanto, en seis actos, de Antonio Mallí, con decoraciones de Miguel Reyes y trajes de Detrell. El 6 de noviembre asistió a este teatro la embajada marroquí, presidida por Muley-el-Abbas; y teniendo en cuenta las condiciones de los personajes en cuyo honor se hacía la fiesta, se representó el sainete El tonto alcalde discreto; ejecutó a la guitarra Antonio Alba una fantasía de aires españoles y árabes, de su composición; Mollberg, que era el director de orquesta del teatro, tocó (no podía faltar), el Xilocordeon y se amenizó la función con tres cuadros de baile convenientemente distribuidos. También se representó El Corpus de sangre, drama en seis cuadros, escrito sobre una obra de Teodoro Barrier, por D. Juan Belza. Cada cuadro tenía su título particular: 1.º «El robo de la litera». — 2.º «Una aparición al toque de ánimas». — 3.º «La calumnia».— 4.º «La batalla». — 6.º «La cisterna de los lobos» y 6.º «Abajo la Inquisición». Acudió a verla el vecindario de aquella barriada. Bailaron por entonces en este teatro Álvarez y Garcerán, Ramona Ruiz y Carlota Picazo, que con un tal Antonio Guzmán ejecutaron lanceros, polkas burlescas y la gran galop infernal.
En febrero de 1862 actuó una compañía gimnástica anglo-americana, dirigida por Mr. Róchete. Hicieron, entre otros ejercicios, la gran carrera de los tres trapecios, por Fisher, que también era competidor de Mr. Leotard. En abril hubo una compañía árabe marroquí, dirigida por Sidi-el-Asj-Oinar, y en la que figuraban Mahomet, Manem y Muley. El director daba un salto mortal por encima de bayonetas, con fuego nutrido en el momento de la elevación. En mayo tuvo lugar la aparición del prestidigitador Mr. Robert Bouriques, quien además presentó una colección de perros sabios.
Para la temporada de 1862 a 1863 se había formado una compañía de poco precio, que conseguía tener regulares entradas con obras como La huérfana de Bruselas, El jorobado, Los piratas mejicanos y otras por el estilo. Pusieron en escena La almoneda del diablo, comedia de magia de Rafael María Liern, con tan extraordinario éxito, que se llenaba de gente todas las noches el teatro. El papel de Mariblanca estuvo a cargo de Pepita Rizo, una antigua tiple de zarzuela, que había estrenado la titulada Tramoya, de Barbieri. El autor ocultó su nombre bajo el pseudónimo de Altadill, y decían que la comedia estaba tomada del francés. Se había estrenado anteriormente en Valencia. El 3 de noviembre de este año hicieron Don Juan Tenorio y a los pocos días Don Juan de Serrallonga o los bandidos de las Guillerías, de Víctor Balaguer, que tuvo buen éxito.
En enero de 1864 ponían en escena dramas del género terrorífico, como Herodes y Cuarenta años de desgracias o la máscara de hierro. En abril se dio una representación de El orgullo castigado, original del niño Jesús Rodríguez Cao, por la compañía infantil que actuaba en el teatro de la calle de la Flor Baja, número 1. Asistió la Reina Isabel, y el autor obtuvo una ovación. Jesús Rodríguez Cao fue un niño precoz que murió a los quince años, dejando escritos cuatro tomos de poesías, obras dramáticas y novelas que, aparte de las incorrecciones propias a la edad del autor, revelaban en él una inteligencia privilegiada. Quizá aquel trabajo impropio de la niñez contribuyese en parte a la temprana muerte del poeta. También se representó Los habitantes de la luna, comedia de magia, escrita por Rada y Delgado, Bedmar y Éntrala. No era un desatino, pero tenía poca gracia y pasó merced al buen desempeño de María Rodríguez. En septiembre se estrenó La payesa de Sarriá, de Luis Eguílaz, por la Dardalla, Antonio Zamora y Pardiñas. Buen éxito. La obra se había ya representado en Barcelona. El 2 de noviembre, de nuevo Don Juan Tenorio. Luego hicieron Urganda la desconocida, comedia de magia.
En 1865 representaban El terremoto de la Martinica, Los hijos de los bosques o el incendio del castillo rojo y otros melodramas por el estilo. En noviembre de 1866 actuaba una compañía, cuyo director era Mariano Fernández. Hicieron El diablo predicador, Los misterios de la calle de Toledo, drama de Ricardo Morales en que este tomaba también parte como actor, y Juana la hechicera, comedia de magia. Figuraban también en los carteles María Rodríguez, Antonio Capo y José Mata, que hizo Jorge el armador. 
En febrero de 1867 se representó La espada de Satanás, comedia de magia en cuatro actos, de Rafael María Liern, por la Dardalla, Zamora, Pepe García y Ramón Mariscal. Las decoraciones eran de Ferri y de Busato; música de Cristóbal Oudrid. Fue recibida con frialdad. 
En marzo tocó El sitio de Zaragoza, drama en tres actos que había dejado escrito Juan Lombía. Cándida Dardalla hizo el papel de Agustina. En el teatro alternó desde septiembre la compañía doble de la Zarzuela, por ser Gaztambide empresario de ambos coliseos. En 1 de noviembre hizo Casañer, con premeditación y alevosía, Don Juan Tenorio acompañándole la Romeral, Alisedo (Ciutti) y Zamacois (Butarelli). Lo más notable fue la representación de La Virgen de la Paloma, drama en cinco actos, de dos escritores que se ocultaron bajo el pseudónimo de Álvaro Omil y Juan de Madrid. Lo desempeñaron la Romeral, la Genovés, Morales, Mario, Zamacois, Iroba y otros muchos. Gustó extraordinariamente, como no podía menos, pues había en la obra un gran bailable, una marcha de guitarras y bandurrias y una procesión.
En marzo de 1868 se representó El fantasma del pasado, drama en cinco actos, de Valcárcel y de Bedmar. En el momento de desencadenarse la Revolución de 1868 estaba dando buenas entradas una comedia fantástica de Liern, titulada El laurel de plata, exornada con bailes, coros y decoraciones nuevas, y esperaban realizar una buena campaña Rosa Tenorio, la Antonia Scapa, la Julia Cirera, José Ortiz, Asensio Mora, Donato Jiménez, Ramón Benedi, Ricardo Guerra y Enrique Sánchez de León, posteriormente profesor del Conservatorio.

## Incendio
El Teatro Novedades, ardió la noche del 23 de septiembre de 1928 en plena representación, con un balance de 80 muertos y más de 200 heridos.